# Dyers Eve
«Dyers Eve» es la novena y última canción de ...And Justice for All, el cuarto álbum de estudio del grupo musical estadounidense de thrash metal Metallica, el álbum al cual pertenece la canción fue publicado en 1988.

## Composición
James Hetfield, Kirk Hammett y Lars Ulrich participaron en la composición de la música de la canción.
Al igual que las canciones «The God That Failed», «Mama Said» y «Until It Sleeps», fue compuesta como una muestra de la mala relación de James Hetfield con su madre debido a sus creencias religiosas, dado que sus padres eran miembros de un grupo pseudo-religioso de ciencia cristiana. Conforme a la doctrina de esta secta, el uso de medicinas para la curación de enfermedades estaba prohibido. La madre de James murió de cáncer cuando él tenía 16 años, hecho que marcó un serio conflicto entre James y los dogmas religiosos practicados por su familia.
Esta canción es unas de las más rápidas del grupo musical. Se puede escuchar el doble bombo de Lars Ulrich a gran velocidad en casi todas las estrofas, omitido en las interpretaciones en vivo.

## Interpretaciones en vivo
Desde que salió en 1988, nunca fue tocada completa en vivo siendo parte de «jammings». Tuvo su estreno completo el día 5 de marzo de 2004, durante la gira del álbum St. Anger.

## Créditos
- James Hetfield: Voz y guitarra rítmica.
- Kirk Hammett: Guitarra líder.
- Jason Newsted: Bajo eléctrico.
- Lars Ulrich: Batería y percusión.

- Datos: Q3750847